# Brama Floriańska w Preszowie
Brama Floriańska w Preszowie (słow. Floriánova brána) – jedyna zachowana do naszych czasów brama dawnych murów obronnych Preszowa na Słowacji.
Znajduje się w zachodniej części Starego Miasta, u wylotu ulicy Floriańskiej (słow. Floriánova ul.). Wybiegała z niej droga, wiodąca niegdyś na Spisz, w kierunku Lewoczy.
Została zbudowana w pierwszej połowie XV w. jako element nowych murów obronnych po zachodniej stronie miasta. Od strony zewnętrznej mury te obiegała fosa, a brama była zaopatrzona w most zwodzony. Nazywana była wówczas "Małą Bramą". Pierwsze przebudowy bramy miały miejsce w wiekach XVII i XVIII. W 1808 r. dokonano kompleksowej przebudowy bramy w stylu barokowo-klasycystycznym, na skutek której całkowicie straciła ona swoje funkcje obronne. Wraz z pomieszczeniami dobudowanymi do przyległych fragmentów dawnych murów obronnych została ona zaadaptowana na potrzeby nowo powstałego szpitala miejskiego. Na początku XX w. znane malowidło na budynku bramnym od strony miasta, przedstawiające św. Floriana, było zupełnie zniszczone i zostało w 1915 r. zastąpione nowym wyobrażeniem świętego, autorstwa preszowskiego malarza Maxa Kurtha.
W 1973 r. na zewnętrznej stronie bramy umieszczono tablicę, upamiętniającą pierwsze miejskie obserwatorium astronomiczne z XVII w., które znajdowało się na wprost wylotu bramy.

## Literatura
- Prešov. Mapa mesta 1:3 000, wyd. Schubert & Franzke, Bratislava 2014.